# Doniophyton
Doniophyton är ett släkte av korgblommiga växter. Doniophyton ingår i familjen korgblommiga växter.
Kladogram enligt Catalogue of Life:
| Doniophyton | \| \| Doniophyton anomalum \| \| \| \| \| \| Doniophyton weddellii \| \| \| \| |
|             | \| \| Doniophyton anomalum \| \| \| \| \| \| Doniophyton weddellii \| \| \| \| |
|             | Doniophyton anomalum                                                           |
|             |                                                                                |
|             | Doniophyton weddellii                                                          |
|             |                                                                                |